# 저장성 (중화민국)

저장성의 위치

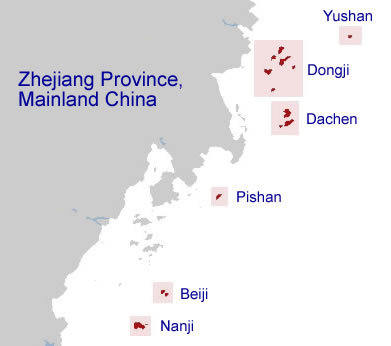
1949년 이후 절강성의 판도

저장성(절강성, 중국어: 浙江省, 병음: Zhèjiāng Shěng)은 1912년부터 1955년까지 존재했던 중화민국의 성으로 성도는 항저우이며 면적은 102,646km2이다. 10개 행정독찰구 하에 1개 시, 79개 현을 관할했다. 동쪽으로는 동중국해, 남쪽으로는 푸젠성, 서쪽으로는 안후이성, 장시성, 북쪽으로는 장쑤성과 접하고 있었다.
국공 내전에서 저장성의 본토가 중국 공산당의 수중에 떨어졌으며, 중화민국의 저장성 정부는 푸젠성 정부가 그랬듯 다천 군도로 이전하였다. 중국 대륙에 중화인민공화국이 건국되면서 중화민국 저장성의 관할에서 벗어났다. 1955년 1월 18일에 중화인민공화국이 이장산섬을 점령하자, 중화민국 정부는 결국 다천 군도를 포기하기로 결정하고 철수, 1955년 2월 8일부터 다천섬 철수 작전을 개시해 2월 11일까지 철수를 완료하였다. 중화민국은 다천섬 철수 작전을 끝으로 저장성의 폐지를 인정하였고, 이윽고 중국 인민해방군이 다천 군도마저 점령함으로써 중화인민공화국의 저장성 관할에 편입되었다.

## 같이 보기
- 푸젠성 (중화민국)
- 다천섬 철수
- 이장산섬
- 다천 군도